# Сен-Лоран-де-ла-Кабрерис
Сен-Лора́н-де-ла-Кабрери́с (фр. Saint-Laurent-de-la-Cabrerisse) — коммуна во Франции, находится в регионе Лангедок — Руссильон. Департамент коммуны — Од. Входит в состав кантона Дюрбан-Корбьер. Округ коммуны — Нарбонна.
Код INSEE коммуны — 11351.

## Население
Население коммуны на 2008 год составляло 747 человек.
| 1962 | 1968 | 1975 | 1982 | 1990 | 1999 | 2008 |
| ---- | ---- | ---- | ---- | ---- | ---- | ---- |
| 822  | 887  | 789  | 659  | 624  | 642  | 747  |

## Экономика
В 2007 году среди 425 человек в трудоспособном возрасте (15—64 лет) 298 были экономически активными, 127 — неактивными (показатель активности — 70,1 %, в 1999 году было 66,7 %). Из 298 активных работали 259 человек (135 мужчин и 124 женщины), безработных было 39 (20 мужчин и 19 женщин). Среди 127 неактивных 43 человека были учениками или студентами, 46 — пенсионерами, 38 были неактивными по другим причинам.

## Фотогалерея

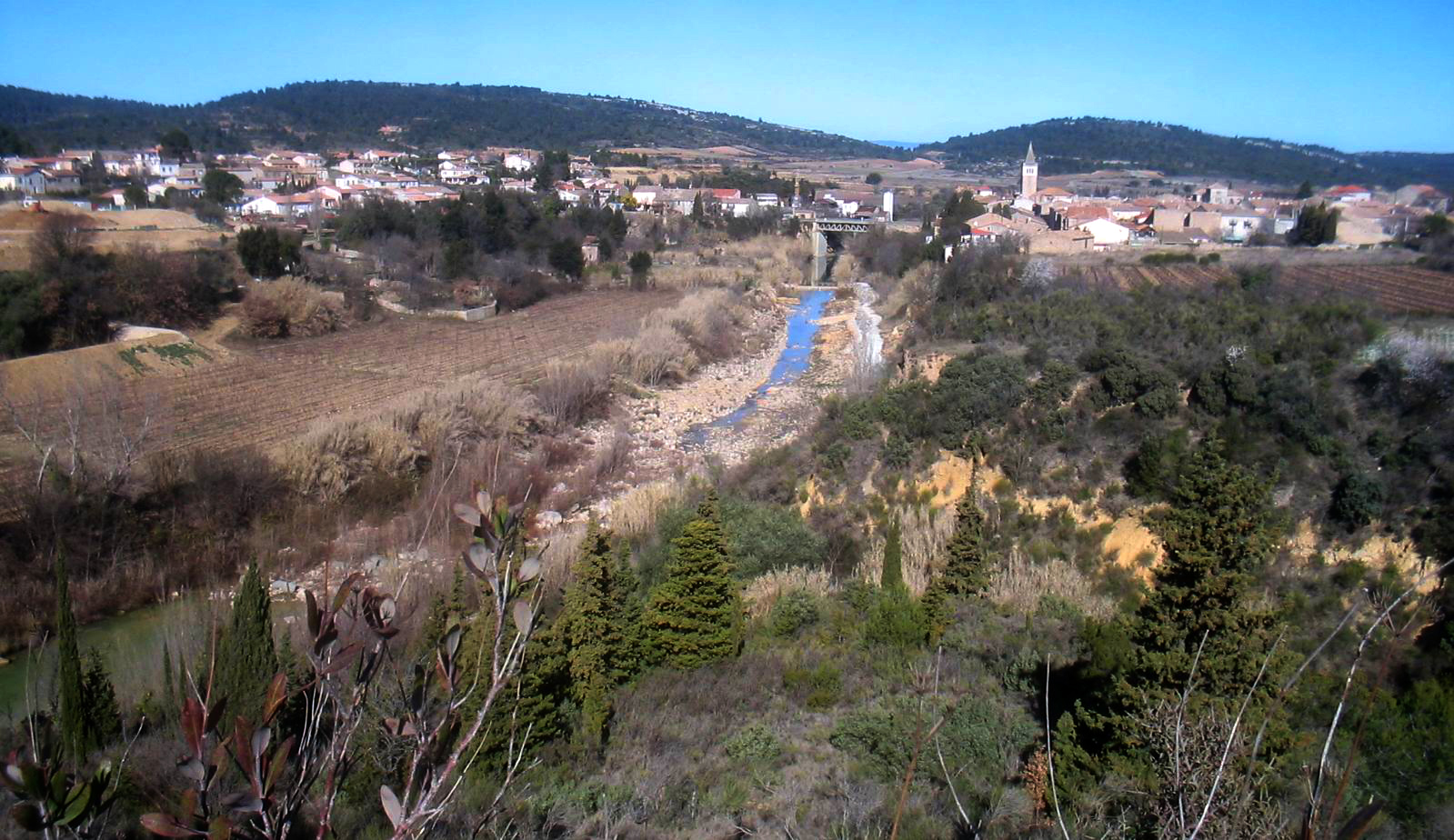
Сен-Лоран-де-ла-Кабрерис
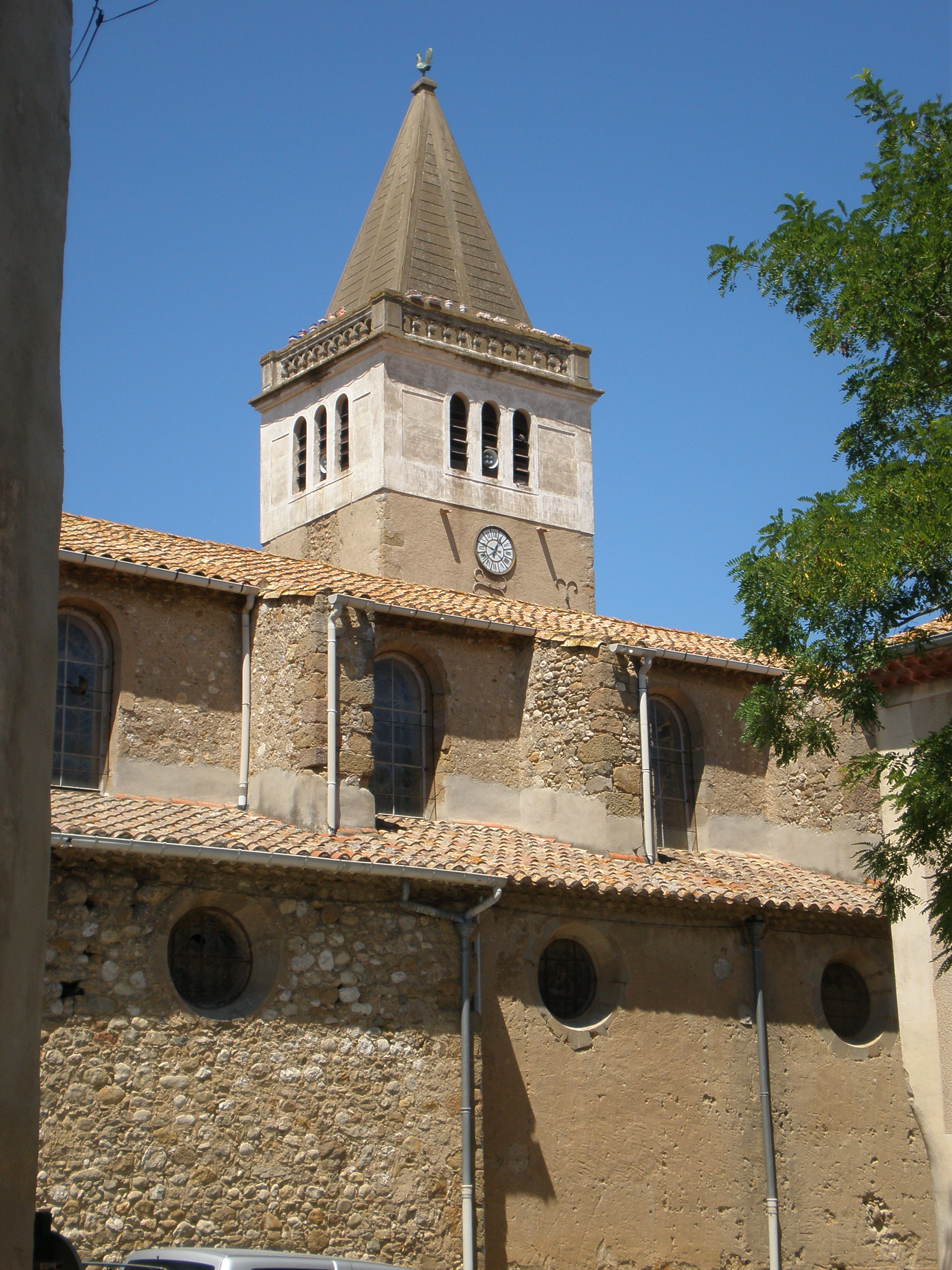
Церковь